# بول أندرسن (لاعب كرة قدم)
بول أندرسن (بالدنماركية: Poul Andersen)‏ (2 يناير 1930 في الدنمارك - 30 ديسمبر 1995) هو مدرب كرة قدم ولاعب كرة قدم دانمركي في مركز الدفاع، شارك في الألعاب الأولمبية الصيفية 1960. وشارك مع منتخب الدنمارك لكرة القدم. أما مع النوادي، فقد لعب مع Skovshoved IF ‏.

## وصلات خارجية
- بول أندرسن على موقع قاعدة بيانات كرة القدم.إي يو (الإنجليزية)
- بول أندرسن على موقع ناشيونال فوتبول تيمز (الإنجليزية)
- بول أندرسن على موقع عالم كرة القدم.نت (الإنجليزية)
- بول أندرسن على موقع أوليمبيديا (الإنجليزية)